# Museo Festero
El Museo Festero se ubica en la llamada “Casa del Festero”, en la plaza de Santiago de Villena (Provincia de Alicante, España). Fue inaugurado en 1981 y reconocido oficialmente en 1996. Está dedicado a la historia de la Fiesta de Moros y Cristianos de Villena desde el siglo XIX.

## El edificio
El museo se sitúa en una casa-palacio de cuatro plantas, construcción burguesa decimonónica que perteneció a la Familia Selva. La fachada hace referencia a las últimas fases constructivas de la adyacente Casa Consistorial con una composición totalmente simétrica, con balcones de cerrajería en planta primera y cuerpo superior con logia renacentista italiana. 

## Contenido
El Museo compendia la historia que, desde hace aproximadamente dos siglos, configuran las fiestas de Moros y Cristianos. En su interior se conserva una importante colección de objetos que guardan una estrecha relación con dichas fiestas, como trajes antiguos, carteles y folletos editados desde el siglo XIX, recuerdos de fiestas anteriores, etc., así como partituras originales de las composiciones más populares. En su archivo se encuentran publicaciones literarias e imágenes fotográficas y videográficas de las fiestas.